# رودیکوو
رودیکوو (به چکی: Rudíkov) یک منطقهٔ مسکونی در جمهوری چک است که در منطقه تربیچ واقع شده‌است. رودیکوو ۷٫۰۷ کیلومتر مربع مساحت و ۶۳۵ نفر جمعیت دارد و ۵۱۶ متر بالاتر از سطح دریا واقع شده‌است.